# Saint-Jean-d'Illac
Pour les articles homonymes, voir Saint-Jean.
Saint-Jean-d'Illac (prononcé [sɛ̃ ʒɑ̃ dijak]) est une commune du Sud-Ouest de la France, située dans la banlieue ouest de Bordeaux, dans le département de la Gironde, en région Nouvelle-Aquitaine.

## Géographie

### Localisation
Commune de l'aire d'attraction de Bordeaux située dans son unité urbaine sur la Jalle de Blanquefort entre Mérignac et Lanton, dans les Landes de Bordeaux.

### Communes limitrophes
Les communes limitrophes en sont Martignas-sur-Jalle au nord-nord-est, Mérignac au nord-est, Pessac à l'est, Cestas au sud-est, Marcheprime au sud, en quadripoint, Audenge au sud-est, Lanton à l'ouest, Le Temple à l'extrême nord-ouest et Saint-Médard-en-Jalles au nord-nord-ouest sur environ 900 mètres.
Le quadripoint (point de la surface de la Terre qui touche quatre régions distinctes) est constitué entre les communes de Saint-Jean-d'Illac au nord, Cestas à l'est, Marcheprime au sud et Audenge à l'ouest.
| Le Temple | Saint-Médard-en-Jalles Martignas-sur-Jalle  | Mérignac |
| Lanton    | Saint-Jean-d'Illac                          | Pessac   |
| Audenge   | {\displaystyle +} (quadripoint) Marcheprime | Cestas   |

### Climat
Pour des articles plus généraux, voir Climat de la Nouvelle-Aquitaine et Climat de la Gironde.
Historiquement, la commune est exposée à un climat océanique aquitain.  
En 2020, Météo-France publie une typologie des climats de la France métropolitaine dans laquelle la commune est exposée à un climat océanique et est dans la région climatique  Littoral charentais et aquitain, caractérisée par une pluviométrie élevée en automne et en hiver, un bon ensoleillement, des hiver doux (6,5 °C), soumis à la brise de mer.
Pour la période 1971-2000, la température annuelle moyenne est de 12,8 °C, avec une amplitude thermique annuelle de 13,9 °C. Le cumul annuel moyen de précipitations est de 1 002 mm, avec 12,4 jours de précipitations en janvier et 7,1 jours en juillet. Pour la période 1991-2020, la température moyenne annuelle observée sur la station météorologique la plus proche, située sur la commune de Mérignac à 11 km à vol d'oiseau, est de 14,2 °C et le cumul annuel moyen de précipitations est de 924,9 mm,. Pour l'avenir, les paramètres climatiques de la commune estimés pour 2050 selon différents scénarios d'émission de gaz à effet de serre sont consultables sur un site dédié publié par Météo-France en novembre 2022.

## Urbanisme

### Typologie
Au 1er janvier 2024, Saint-Jean-d'Illac est catégorisée petite ville, selon la nouvelle grille communale de densité à sept niveaux définie par l'Insee en 2022.
Elle appartient à l'unité urbaine de Bordeaux, une agglomération intra-départementale regroupant 73  communes, dont elle est une commune de la banlieue,,. Par ailleurs la commune fait partie de l'aire d'attraction de Bordeaux, dont elle est une commune de la couronne,. Cette aire, qui regroupe 275 communes, est catégorisée dans les aires de 700 000 habitants ou plus (hors Paris),.

### Occupation des sols

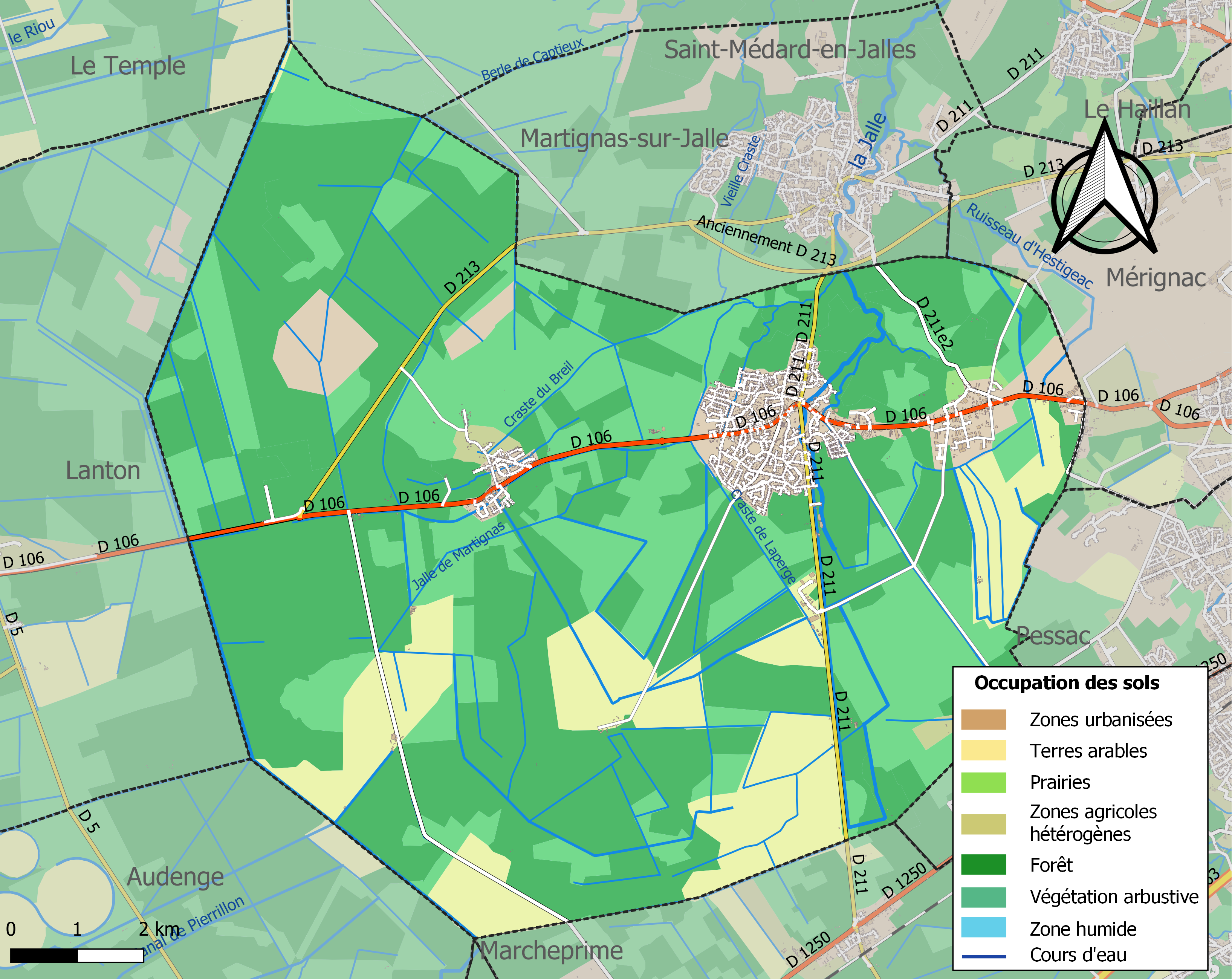
Carte des infrastructures et de l'occupation des sols de la commune en 2018 (CLC).

L'occupation des sols de la commune, telle qu'elle ressort de la base de données européenne d’occupation biophysique des sols Corine Land Cover (CLC), est marquée par l'importance des forêts et milieux semi-naturels (79,2 % en 2018), en diminution par rapport à 1990 (84,8 %). La répartition détaillée en 2018 est la suivante : 
forêts (51,7 %), milieux à végétation arbustive et/ou herbacée (27,5 %), terres arables (12,7 %), zones urbanisées (4,7 %), zones industrielles ou commerciales et réseaux de communication (1,9 %), zones agricoles hétérogènes (0,8 %), mines, décharges et chantiers (0,4 %), prairies (0,2 %). L'évolution de l’occupation des sols de la commune et de ses infrastructures peut être observée sur les différentes représentations cartographiques du territoire : la carte de Cassini (XVIIIe siècle), la carte d'état-major (1820-1866) et les cartes ou photos aériennes de l'IGN pour la période actuelle (1950 à aujourd'hui).

### Voies de communication et transports

#### Réseau routier
La commune est accessible par la sortie no 12 de la rocade bordelaise. La ville est traversée par la route départementale 106 (Axe Bordeaux-Lège-Cap-Ferret) et la départementale 211 (Axe Martignas-sur-Jalle-Saucats). Ces deux routes principales se croisant au niveau du rond-point de l'église.

#### Lignes de bus
- Prox’Bus, ligne de transport à la demande de la communauté de communes Jalle Eau Bourde, reliant la gare de Gazinet-Cestas à Saint-Jean-d'Illac, le matin et le soir[16].
- Réseau Trans Gironde :

| 601 | Gare de Bordeaux-Saint-Jean ou Bordeaux-Quinconces ⇔ Saint-Jean-d'Illac-Le Las ou Lège-Cap-Ferret-Salle des Sports ou Lège-Cap-Ferret-La Pointe. |

### Risques majeurs
Le territoire de la commune de Saint-Jean-d'Illac est vulnérable à différents aléas naturels : météorologiques (tempête, orage, neige, grand froid, canicule ou sécheresse), inondations, feux de forêts et séisme (sismicité très faible). Un site publié par le BRGM permet d'évaluer simplement et rapidement les risques d'un bien localisé soit par son adresse soit par le numéro de sa parcelle.
Certaines parties du territoire communal sont susceptibles d’être affectées par le risque d’inondation par débordement de cours d'eau, notamment la Jalle, la craste Courbin. La commune a été reconnue en état de catastrophe naturelle au titre des dommages causés par les inondations et coulées de boue survenues en 1982, 1993, 1999, 2003, 2008, 2009 et 2020,.
Saint-Jean-d'Illac est exposée au risque de feu de forêt. Un incendie important s'est notamment produit en 2015. Depuis le 20 avril 2016, les départements de la Gironde, des Landes et de Lot-et-Garonne disposent d’un règlement interdépartemental de protection de la forêt contre les incendies. Ce règlement vise à mieux prévenir les incendies de forêt, à faciliter les interventions des services et à limiter les conséquences, que ce soit par le débroussaillement, la limitation de l’apport du feu ou la réglementation des activités en forêt. Il définit en particulier cinq niveaux de vigilance croissants auxquels sont associés différentes mesures. Sur le plan de l'aménagement du territoire la commune dispose d'un plan de prévention des risques incendies feux de forêts (PPRIF).

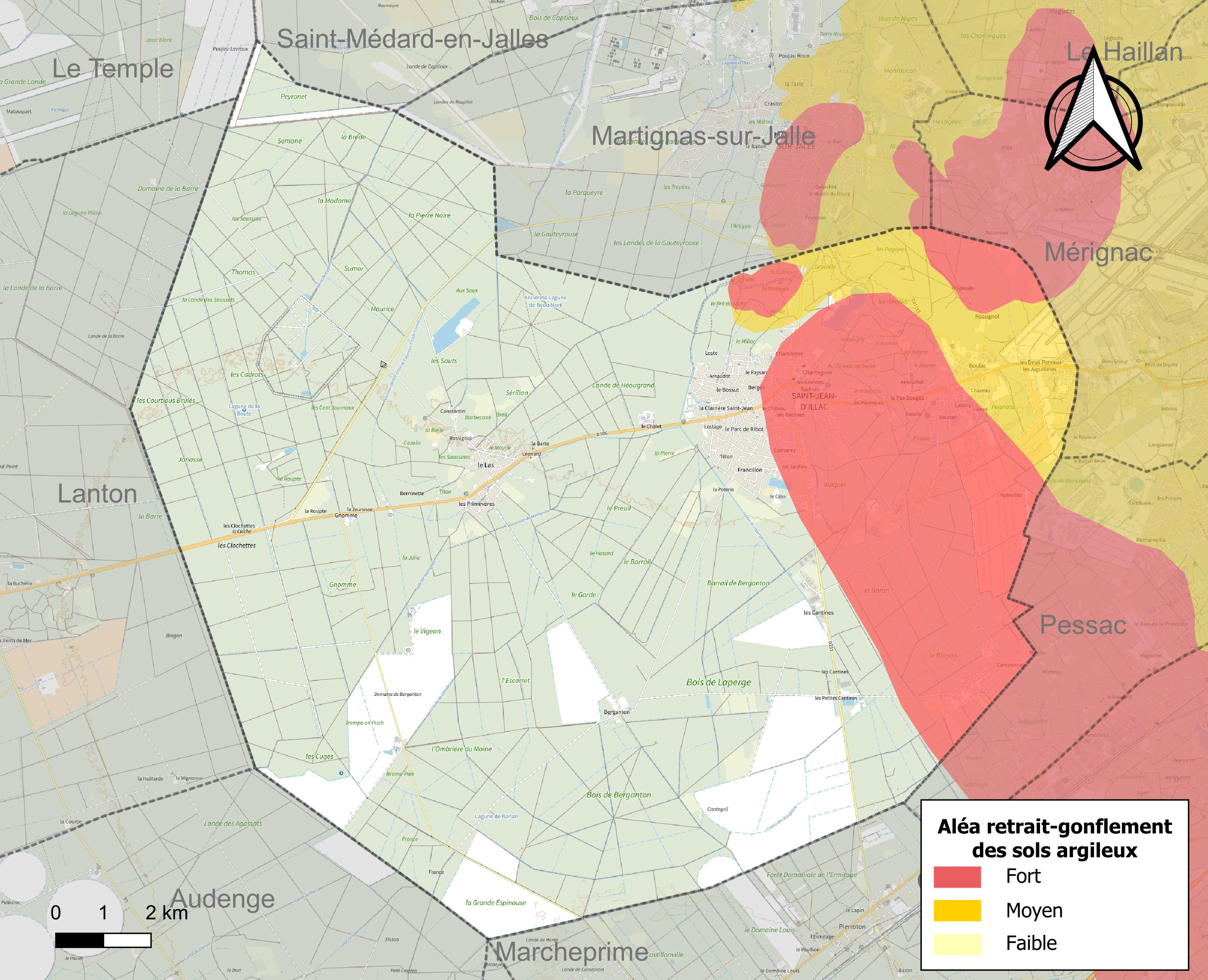
Carte des zones d'aléa retrait-gonflement des sols argileux de Saint-Jean-d'Illac.

Le retrait-gonflement des sols argileux est susceptible d'engendrer des dommages importants aux bâtiments en cas d’alternance de périodes de sécheresse et de pluie. 20,8 % de la superficie communale est en aléa moyen ou fort (67,4 % au niveau départemental et 48,5 % au niveau national). Sur les 2 765 bâtiments dénombrés sur la commune en 2019,  1 116 sont en aléa moyen ou fort, soit 40 %, à comparer aux 84 % au niveau départemental et 54 % au niveau national. Une cartographie de l'exposition du territoire national au retrait gonflement des sols argileux est disponible sur le site du BRGM,.
Concernant les mouvements de terrains, la commune a été reconnue en état de catastrophe naturelle au titre des dommages causés par la sécheresse en 2003, 2005, 2011 et 2018 et par des mouvements de terrain en 1999.

## Toponymie
« Sanctus Johannes d’Oilhac » ou « Sancti Johannis d’Illac » est l’origine de ce qui devait donner le nom de Saint-Jean-d’Illac, de façon officielle le 3 novembre 1938 après avoir, selon le bulletin des Lois de 1801, porté le simple nom d'Illac.
En occitan gascon, le nom de la commune est Sent Joan d'Ilhac, mais est souvent appelé familièrement Ilhac.

## Histoire
Les premiers Illacais habitaient le quartier de Boulac, et, en 1295, la juridiction de Bordeaux cite comme limite le Pas Bougès, lieu-dit situé au niveau de la Jalle du Cerne.
La maison d’Illac est apparue au XIIe siècle, et s’est éteinte au début du XIVe siècle.
Les seigneurs connus sont Arnaud d’Illac, chanoine de Saint-Seurin, et la marquise d’Illac probablement mariée à Raymond de Got, et mère de Bertrand qui devint le pape Clément V.
À la Révolution, les terres ayant appartenu aux nobles émigrés furent confisquées et données à la commune. Lorsque Napoléon III obligea à les ensemencer par une loi de 1857, la commune ne fit pas ce choix.
Saint-Jean-d’Illac possédait 5 373 ha de communaux qui étaient des espaces infinis que partageaient autrefois avec les animaux sauvages les pâtres et les bergers de la Lande, dont le maire, le curé et quelques notables seulement connaissaient les limites. Peut-être par faute de moyens, la commune les vendit aux particuliers pour la somme de 1 880 500 F.
Après avoir été, jusqu’à la fin du XIXe siècle, un village où vivaient chichement des bergers et des paysans, Saint-Jean-d’Illac devient alors une commune forestière.
À partir de 1925 la forêt devint productrice de revenus, notamment avec la récolte de la résine.
À partir du 24 juillet 2015, pendant plus de trois jours, un important feu de forêt a lieu sur la commune ; plus de 500 hectares sont brûlés.

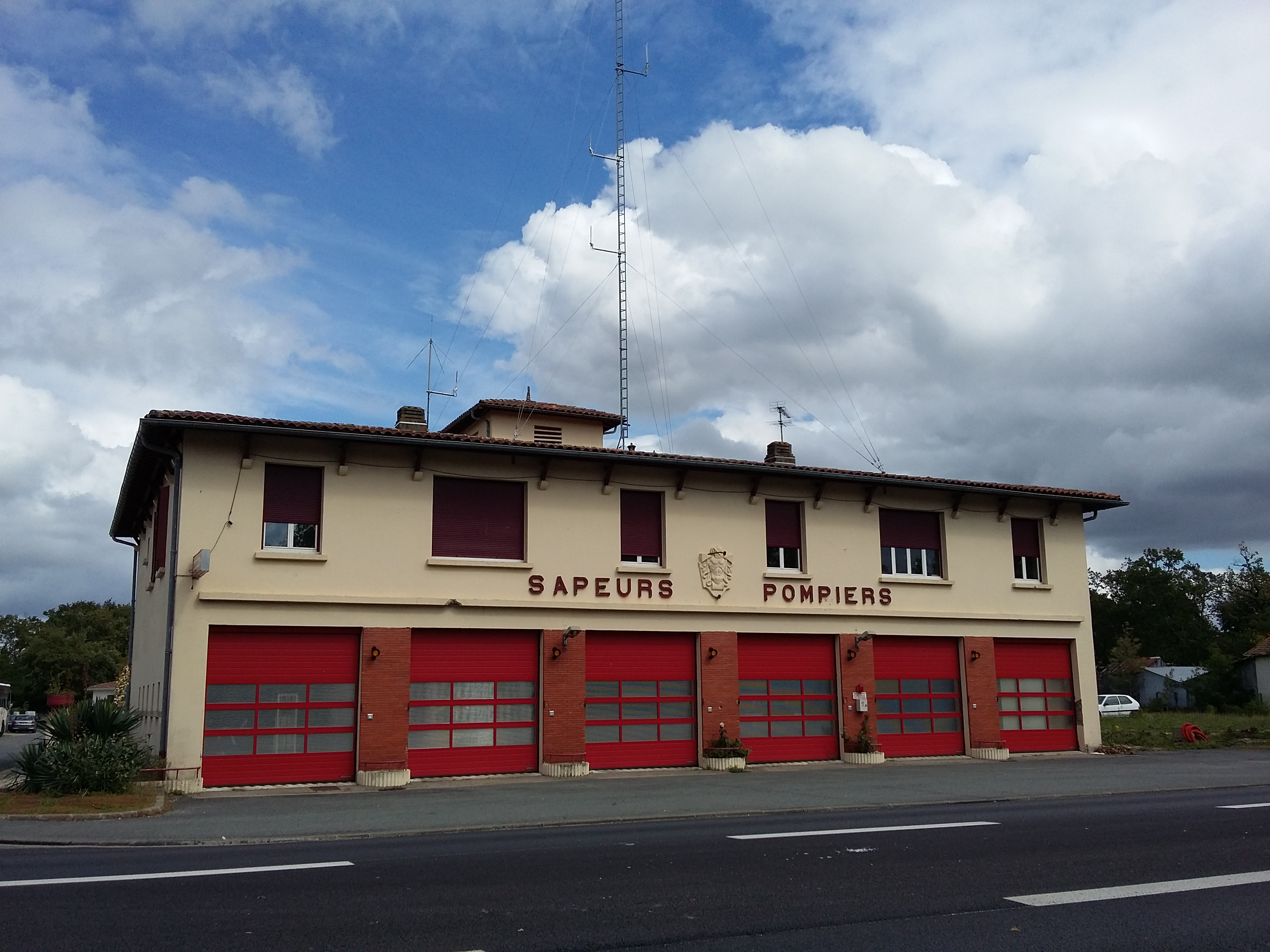
Caserne des pompiers construite dans les années 1950.

## Politique et administration

### Tendances politiques et résultats
À la suite du décès du maire Pierre Favre, le 12 mai 2007, au cours de son quatrième mandat, Hervé Seyve a été élu par le conseil municipal en qualité de maire intérimaire, le 23 mai 2007.
L'élection municipale de mars 2008 a été gagnée par Hervé Seyve par 1 633 voix contre 1 622 voix pour Jacques Fergeau, soit 11 voix d'avance.
Un recours devant le tribunal administratif de Bordeaux a amené celui-ci à annuler l'élection de mars 2008 et une élection municipale partielle a eu lieu les 7 et 14 décembre 2008 donnant la liste menée par Jacques Fergeau gagnante avec 1 419 voix contre 1 400 voix pour la liste d'Hervé Seyve, soit 19 voix d'avance.
L'élection municipale de mars 2014 a donné Hervé Seyve gagnant avec 1 788 voix contre 1 736 voix pour Jacques Fergeau, soit 52 voix d'avance.
L'élection municipale de 2020 a vu la liste d'Édouard Quintano s'imposer avec 1 613 voix contre 976 voix pour la liste de Patrick Babayou.

### Liste des maires

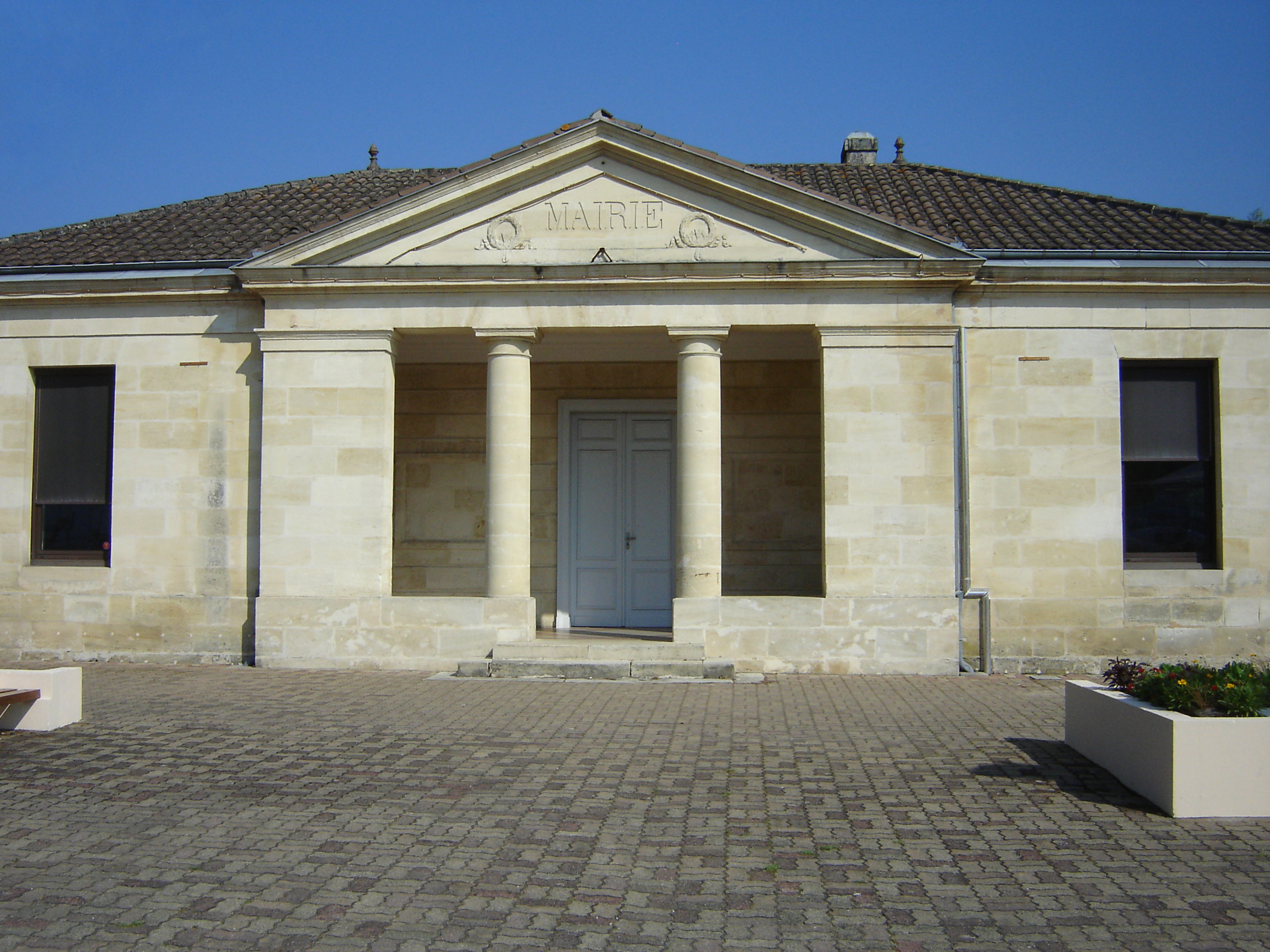
La mairie.

### Jumelages
- Noblejas (Espagne) depuis 2013[37]

## Population et société

### Démographie
Les habitants sont appelés les Illacais.
Avant la guerre de 1914-18, le village comptait environ 800 habitants ; en 1954, on n’en comptait plus que 687 et c’est à partir de 1968 avec environ 1 000 habitants, que Saint-Jean-d’Illac commença son essor démographique pour compter plus de 6 000 habitants.
L'évolution du nombre d'habitants est connue à travers les recensements de la population effectués dans la commune depuis 1793. Pour les communes de moins de 10 000 habitants, une enquête de recensement portant sur toute la population est réalisée tous les cinq ans, les populations de référence des années intermédiaires étant quant à elles estimées par interpolation ou extrapolation. Pour la commune, le premier recensement exhaustif entrant dans le cadre du nouveau dispositif a été réalisé en 2004.

En 2022, la commune comptait 9 702 habitants, en évolution de +18,96 % par rapport à 2016 (Gironde : +6,91 %, France hors Mayotte : +2,11 %).
| 1793 | 1800 | 1806 | 1821 | 1831 | 1836 | 1841 | 1846 | 1851 |
| ---- | ---- | ---- | ---- | ---- | ---- | ---- | ---- | ---- |
| 420  | 397  | 421  | 443  | 527  | 462  | 539  | 527  | 559  |

| 1856 | 1861 | 1866 | 1872  | 1876 | 1881 | 1886 | 1891 | 1896 |
| ---- | ---- | ---- | ----- | ---- | ---- | ---- | ---- | ---- |
| 644  | 631  | 645  | 2 799 | 669  | 703  | 712  | 776  | 785  |

| 1901 | 1906 | 1911 | 1921 | 1926 | 1931 | 1936 | 1946 | 1954 |
| ---- | ---- | ---- | ---- | ---- | ---- | ---- | ---- | ---- |
| 786  | 824  | 837  | 739  | 720  | 639  | 640  | 602  | 687  |

| 1962 | 1968  | 1975  | 1982  | 1990  | 1999  | 2004  | 2006  | 2009  |
| ---- | ----- | ----- | ----- | ----- | ----- | ----- | ----- | ----- |
| 912  | 1 016 | 1 498 | 2 538 | 3 879 | 5 213 | 6 104 | 6 333 | 6 826 |

| 2014  | 2019  | 2022  | - | - | - | - | - | - |
| ----- | ----- | ----- | - | - | - | - | - | - |
| 7 447 | 8 980 | 9 702 | - | - | - | - | - | - |

| selon la population municipale des années : | 1968 | 1975 | 1982 | 1990 | 1999 | 2006 | 2009 | 2013 |
| Rang de la commune dans le département      | 156  | 108  | 66   | 50   | 39   | 36   | 38   | 36   |
| Nombre de communes du département           | 548  | 543  | 543  | 542  | 542  | 542  | 542  | 542  |

### Enseignement

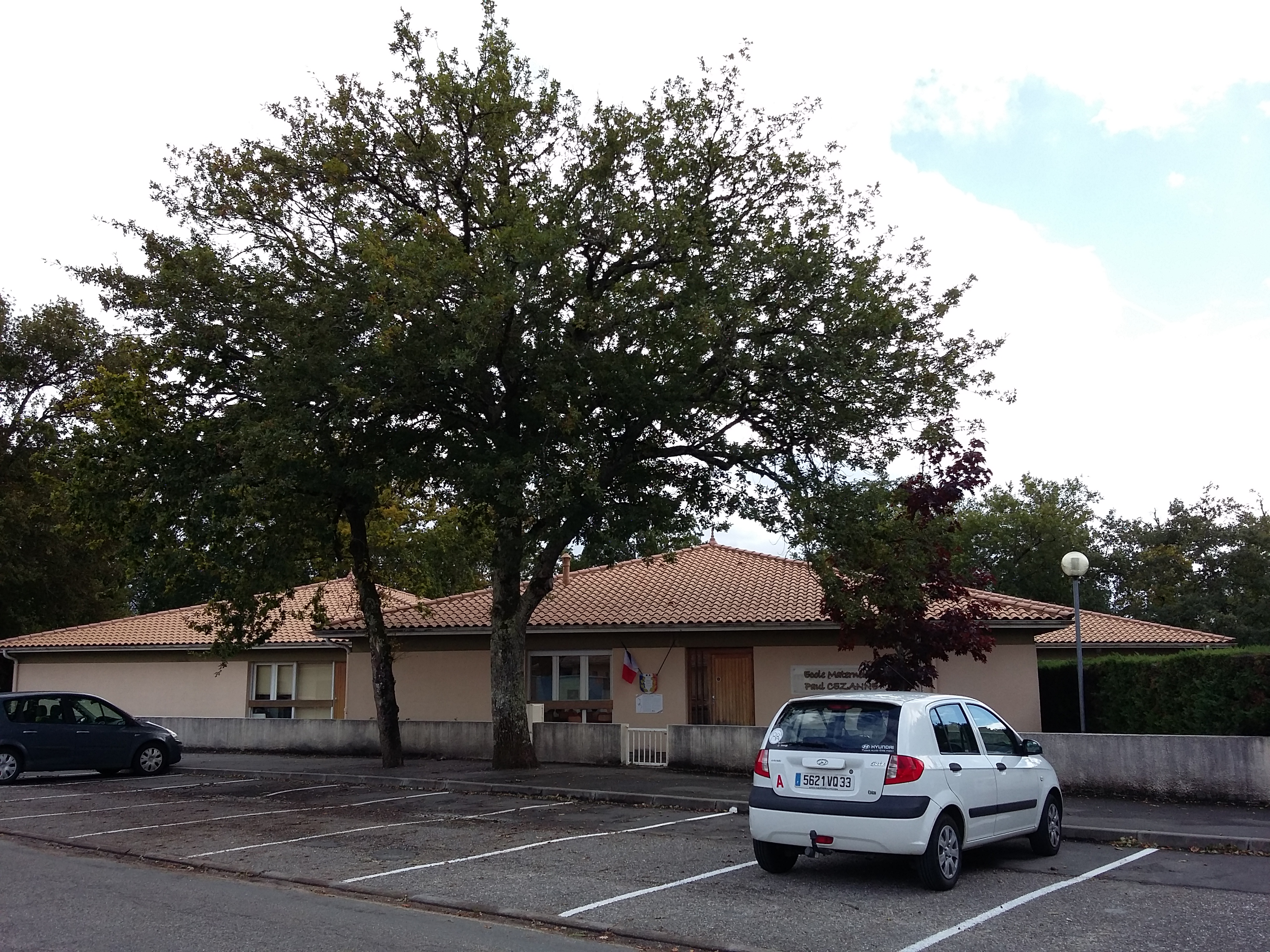
L'école maternelle Paul-Cézanne en septembre 2015.

La ville dispose de plusieurs équipements scolaires publiques dont trois écoles accueillant des classes maternelles (Maurice-Ravel, Paul-Cézanne et Jacques-Prévert) et trois écoles accueillant des classes élémentaires (Maurice-Ravel, Jean-Monnet et Jacques-Prévert).
Le secondaire est présent par le collège de l'Estey qui a ouvert en septembre 2006.
Depuis septembre 2019, l'école d'ingénieur ELISA Aérospace s'y est implantée. 

### Sports
Les différents complexes sportifs :

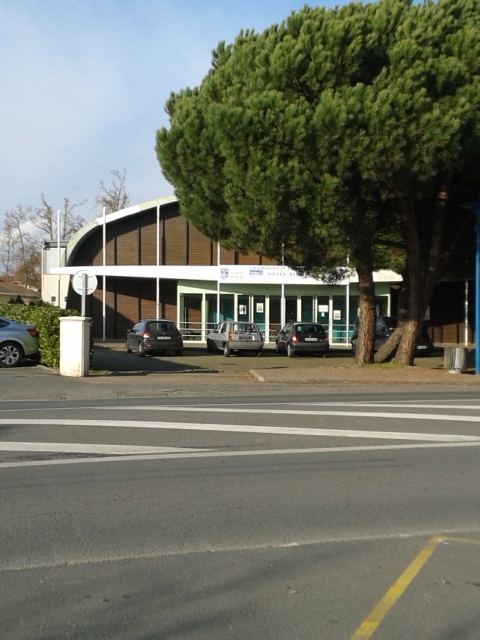
Salle René-Quérandeau avant sa destruction en 2017.

- le complexe Pierre-Favre qui accueille les équipes de volley-ball de la commune qui jouent au niveau national mais aussi d'importants tournois nationaux et internationaux de ce sport comme le tournoi de qualification européen au championnat du monde juniors de volley-ball[48] ;
- le complexe Les Badines, situé sur la route de Bordeaux : deux courts de tennis couverts, deux courts extérieurs et deux courts de mini-tennis ;
- la salle René-Quérandeau, située en centre-ville (détruite en 2017[49]) ;
- la plaine des sports André-Maleyran dispose de trois stades de football ;
- un « city stade », situé à proximité de l’église ;
- un skatepark, situé à proximité de l’église ;
- un terrain de pétanque, situé à proximité de l’église.

### Médias
En 2010, la commune de Saint-Jean-d'Illac a été récompensée par le label « Ville Internet @ ».
La mairie édite, tous les ans, un guide pratique sous forme de brochure disponible en mairie ainsi que sur son site internet, sous Calaméo.

## Économie

### Revenus de la population et fiscalité
En 2010, le revenu fiscal médian par ménage était de 45 365 €, ce qui plaçait Saint-Jean-d'Illac au 798e rang parmi les 31 525 communes de plus de 39 ménages en métropole.

## Culture locale et patrimoine

### Lieux et monuments
- Église Saint-Jean-Baptiste, construite de 1856 à 1861[53]. Elle est inscrite à l'Inventaire général du patrimoine culturel[54].
- Courtiou, bergerie datant du milieu du XIXe siècle[55].
- Espace Culturel Querandau : 500 places

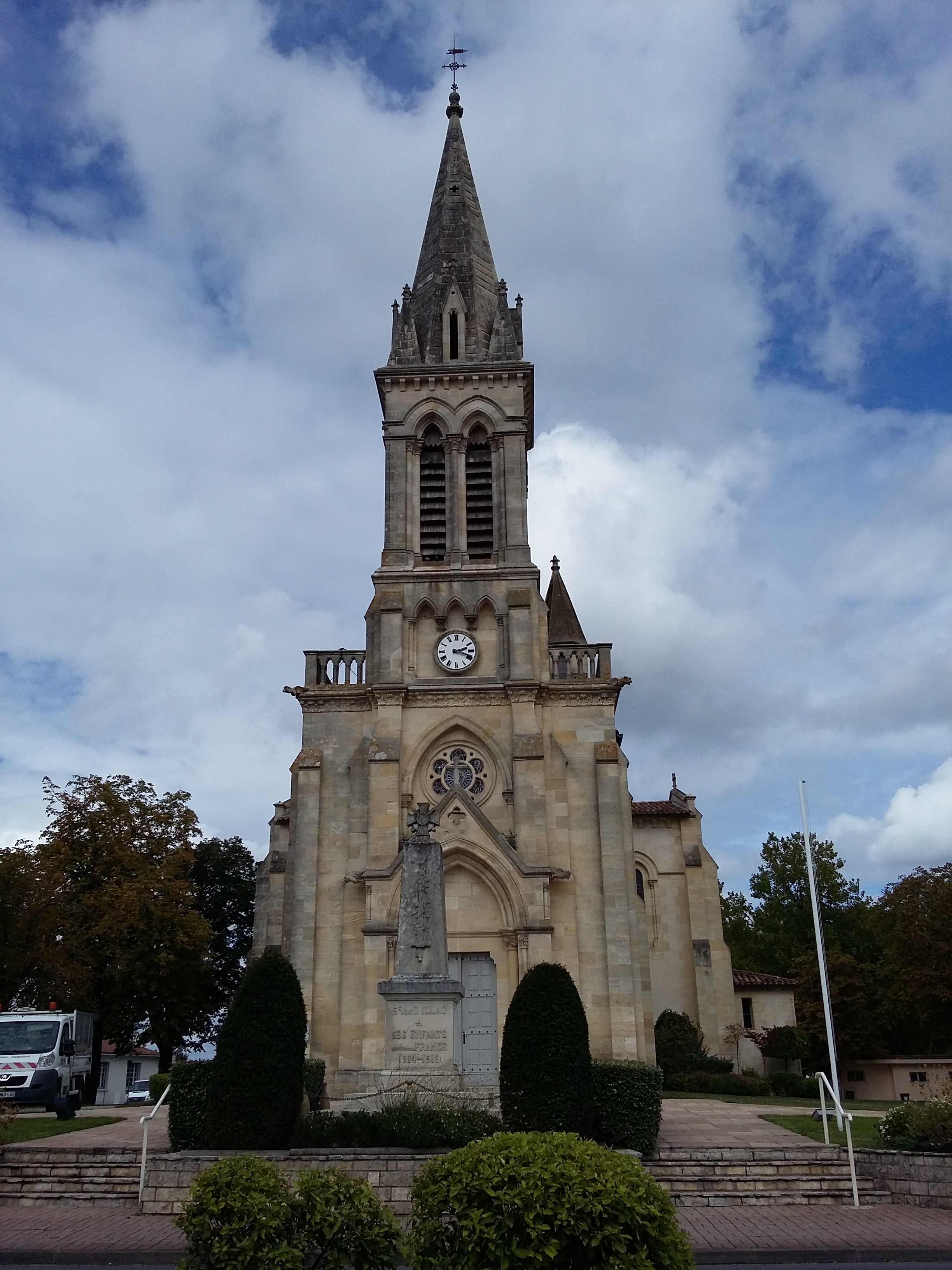
Église Saint-Jean-Baptiste.
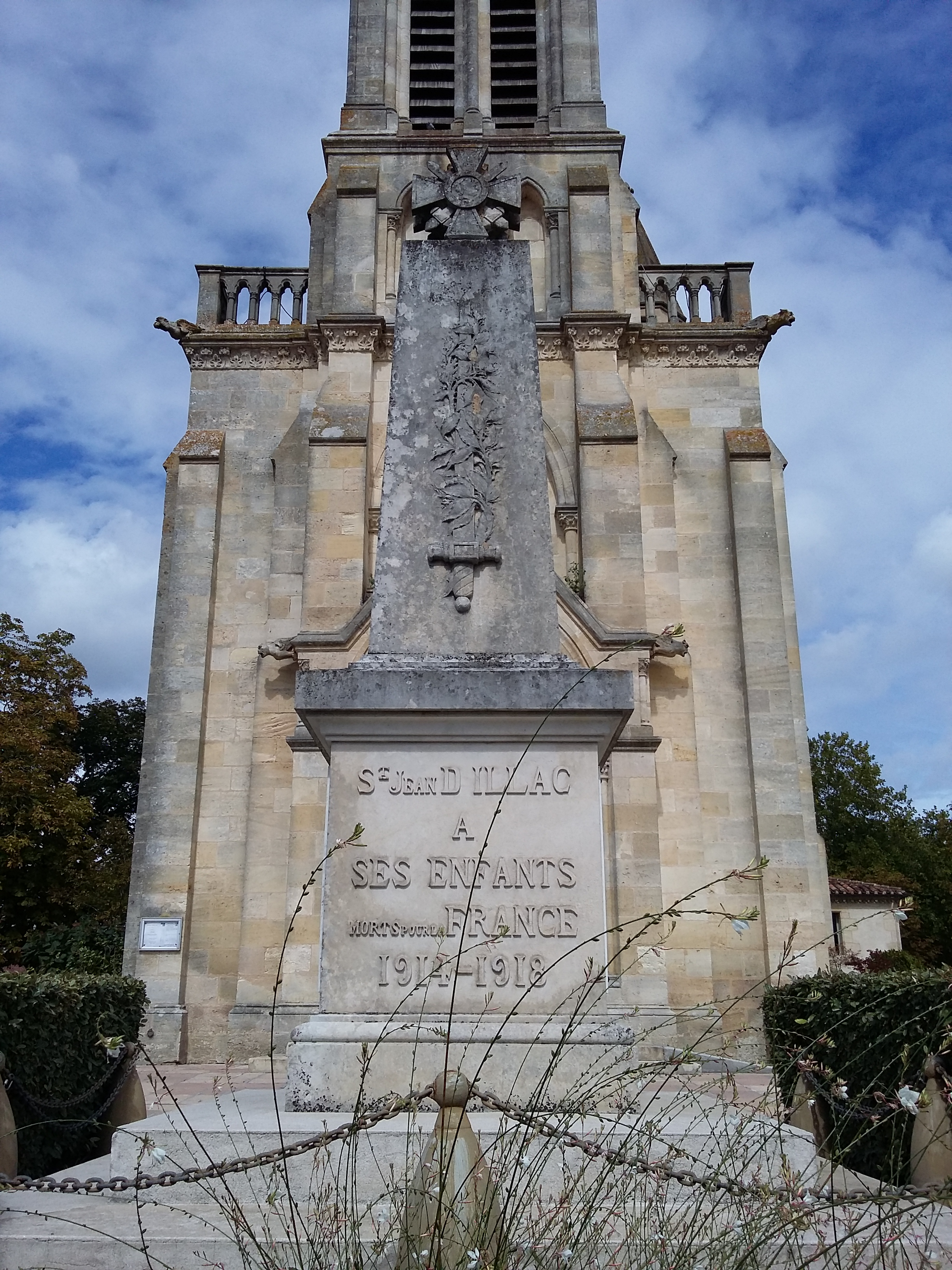
Monument aux morts de la première guerre mondiale.
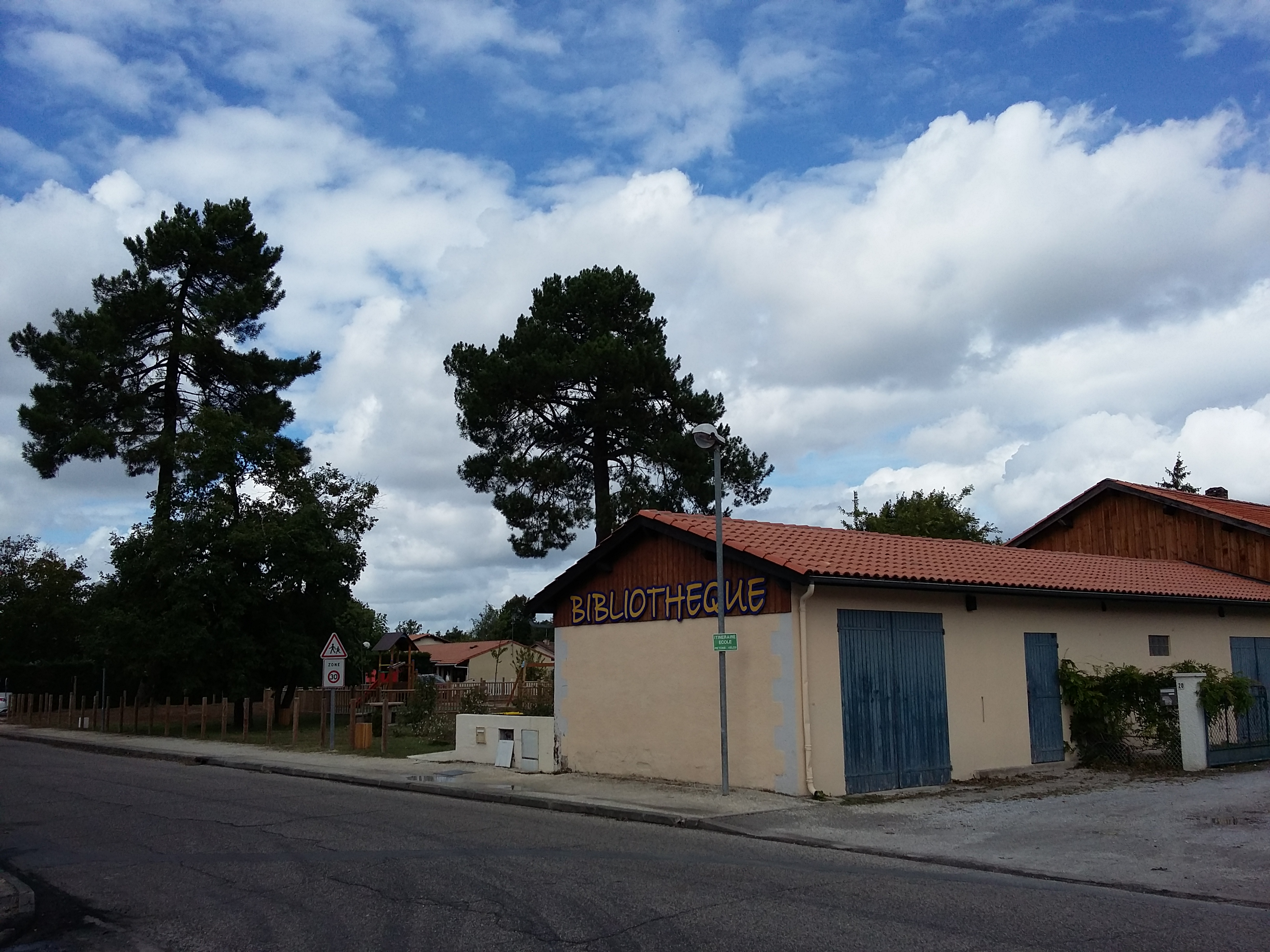
Bibliothèque municipale.
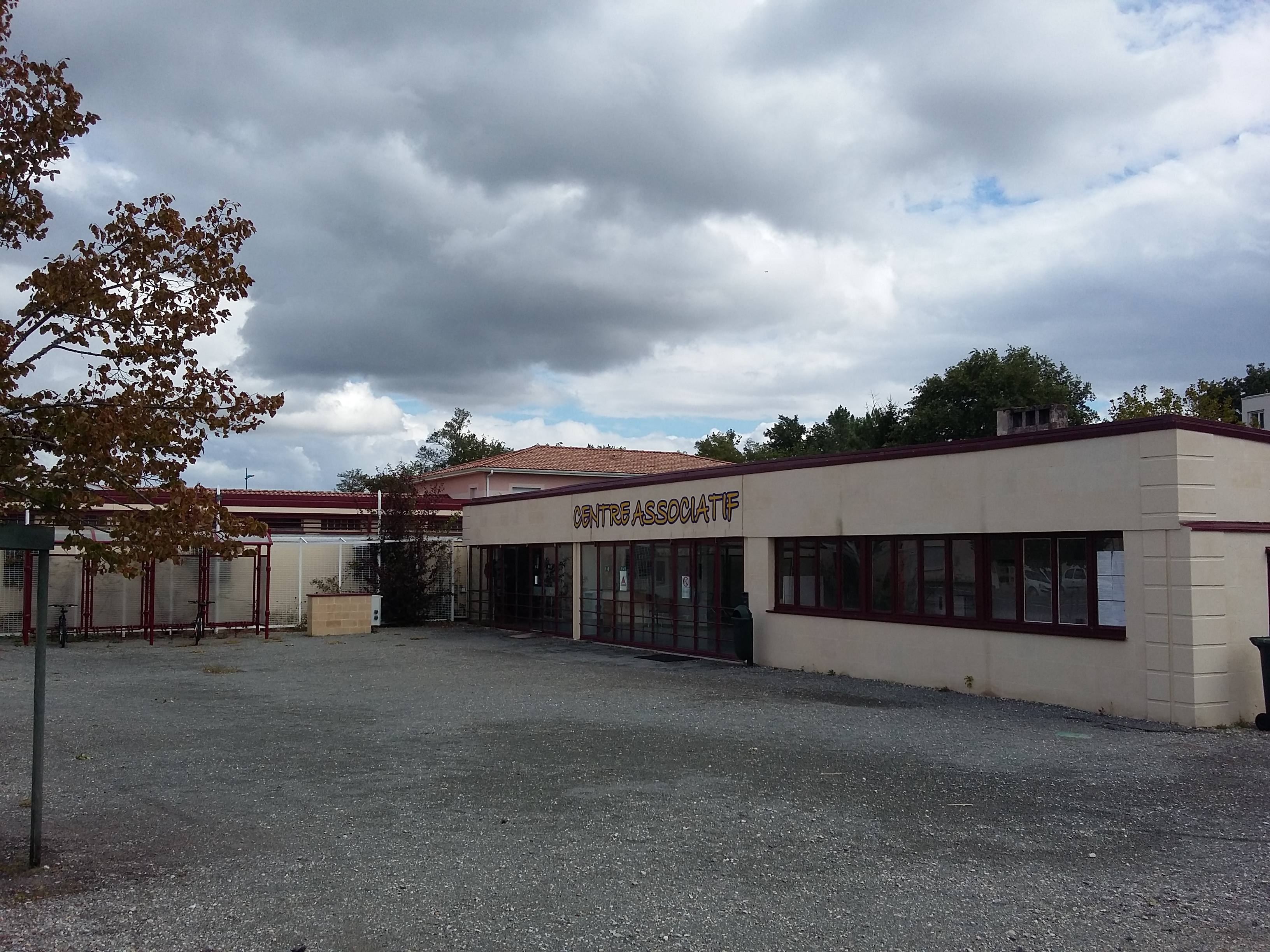
Le centre associatif.

### Héraldique
| Armes | Les armes de Saint-Jean-d'Illac se blasonnent ainsi : D'azur à la croix estrée d'or cantonnée au premier d'un agneau auréolé tenant une houlette en barre sur une terrasse herbée isolée, le tout d'argent, au second d'une pomme de pin renversée avec ses aiguilles aussi d'or, au troisième d'une tunique surmontée d'un casque de sapeur-pompier forestier du même et au quatrième de trois maisons couvertes aussi d'argent ouvertes de sable, au chef de gueules chargé d'un léopard d'or armé et lampassé du champ. |